# Järve järv
Järve (est. Järve järv) – jezioro na wyspie Sarema w gminie Salme w prowincji Saare w Estonii. Położone jest na północ od miejscowości Tehumardi. Ma powierzchnię 3 hektarów, maksymalną głębokość 2 m. Od południowego wschodu jezioro oddzielone jest od morza pasem przybrzeżnych zalesionych wydm. Jezioro jest w większej części zarośnięte. Żyją w nim cierniki, płocie, szczupaki.